# Гері О'Донован
Гері О'Донован (англ. Gary O'Donovan, нар. 30 грудня 1992, Корк, Ірландія) — ірландський веслувальник, срібний призер Олімпійських ігор 2016 року, чемпіон Європи.

## Виступи на Олімпіадах
| Олімпіада           | Дисципліна               | Місце |
| ------------------- | ------------------------ | ----- |
| Ріо-де-Жанейро 2016 | парна двійка, легка вага | 2     |

## Зовнішні посилання
- Гері О'Донован — олімпійська статистика на сайті Sports-Reference.com (англ.) (архівна версія)

1. ↑  Gary O'Donovan